# Anstalt für Kommunale Datenverarbeitung in Bayern
Die Anstalt für Kommunale Datenverarbeitung in Bayern (AKDB) ist ein IT-Dienstleister Deutschlands am kommunalen Markt. Als Komplettanbieter liefert sie Softwarelösungen und Dienstleistungen für alle Kernbereiche von Kommunalverwaltungen. Haupttätigkeitsfeld ist neben der Softwareentwicklung der Betrieb von kommunalen Fachverfahren und Datenbanken in Rechenzentren. Sie hat die Rechtsform einer Anstalt des öffentlichen Rechts.
Mit der Verordnung zur Übermittlung von Meldedaten (MeldedatenVO) wurde die AKDB vom Freistaat Bayern beauftragt, ein Behördeninformationssystem bereitzustellen, das auf dem im Service-Rechenzentrum der AKDB gespeicherten kompletten bayernweiten Einwohner-Teildatenbestand basiert. Aus diesem Datenbestand werden einfache Melderegisterauskünfte online erteilt.

## Gründung
Die AKDB wurde 1971 unter Federführung des Bayerischen Staatsministeriums des Innern von den damaligen drei bayerischen Kommunalen Spitzenverbänden gegründet. Träger der AKDB sind heute der Bayerische Städtetag, der Bayerische Gemeindetag, der Bayerische Landkreistag und der Bayerische Bezirketag.
Die AKDB hat ca. 5000 Kunden – hauptsächlich Gemeinden, Städte, Landratsämter und sonstige öffentlichen Institutionen – auf vertraglicher Basis zusammen. Sie finanziert sich durch kostendeckende Kundenentgelte für ihre Produkte und Dienstleistungen. Als „Selbsthilfeeinrichtung der Kommunen“ arbeitet die AKDB nicht gewinnorientiert.

## Standorte, Mitarbeiter
Die Anstalt mit Sitz in München beschäftigt insgesamt rund 1000 Mitarbeiter. Die AKDB unterhält in allen bayerischen Regierungsbezirken Geschäftsstellen (Augsburg, Bayreuth, Landshut, Nürnberg, Regensburg und Würzburg) und verfügt über weitere Standorte im Bundesgebiet.

## Beteiligungen, Töchter
Die AKDB hat folgende Beteiligungen:
- LivingData GmbH (Gesellschaft für angewandte Informationstechnologie mbH)[6]
- GKDS Gesellschaft für kommunalen Datenschutz[7]
- Telecomputer GmbH (Kfz-Zulassung, Führerschein)[8]
- digitalfabriX GmbH (Digitalisierungslösungen, Digitalberatung)[9]
- kommIT GmbH mit Sitz in Köln (Vertriebsgesellschaft)[10]
- CrowdInsights GmbH[11]
- roo.si GmbH[12]
- Unternehmensberatung H&D GmbH[13]
- RIWA GmbH[14]
- waldwasser Software-Vertriebs GmbH & Co. KG[15]
- Beihilfe-Service GmbH[16]
- votegroup GmbH[17]
- smart data worx GmbH[18]
- FriZ.Kom GmbH[19]
- kitaworx GmbH

Mit 75 % ist sie beteiligt an der GKDS Gesellschaft für kommunalen Datenschutz mbH. Das restliche Viertel hält der Datenschutzexperte Sascha Kuhrau. Zu 40 % ist sie beteiligt an der RIWA GmbH mit Sitz in Kempten (Grundstücksverwaltung, Geographische Informationssysteme). Zudem ist sie mit 22 % beteiligt an der Beihilfe-Service Gesellschaft mbH mit Sitz in München (Software und Komplettservice zur Beihilfeabrechnung). Eine weitere Beteiligung von 20 % hält die AKDB an der votegroup GmbH mit Sitz in Aachen. Zudem ist die AKDB mit 20 % beteiligt an der Waldwasser Software-Vertriebs GmbH & Co. KG mit Sitz in Moos.
Im April 2020 hat sie gemeinsam mit der Gastgeber AG, einer Tochtergesellschaft des Bayerischen Hotel- und Gaststättenverbands DEHOGA, und zwei Softwareentwicklern die darfichrein GmbH gegründet. Diese bot eine webbasierte Lösung zur coronabedingten Gästedatenregistrierung mit vollständiger Verschlüsselung und Speicherung im Rechenzentrum der AKDB. Unter dem Namen DIR company GmbH wird diese nach dem Ende der Pandemie derzeit liquidiert. Ebenso ist sie an der Unternehmensberatung H&D GmbH beteiligt. Diese wiederum hält 100 % der Anteile an der H&D aplicaciones, software y desarrollo SLU, Madrid sowie der iiS International Information Systems ltd., Sofia. Sie ist auch Gründungsmitglied der govdigital eG, einer Genossenschaft zum Aufbau einer öffentlich-rechtlichen Blockchain-Infrastruktur. AKDB-Vorstandsvorsitzender Rudolf Schleyer ist ehrenamtlicher Vorstand der govdigital. Die Anstalt ist Gesellschafter der PD – Berater der öffentlichen Hand.
Im Januar 2024 gründete die AKDB zusammen mit weiteren kommunalen Körperschaften die Bayerische Kommunale IT-Einkaufsgenossenschaft (BayKIT). BayKIT-Vorstand ist der Vorstandsvorsitzende der AKDB, Rudolf Schleyer.
Die AKDB ist an Bayerische Kommunale IT-Einkaufsgenossenschaft eG und an der govdigital eG beteiligt.